# Acanthemblemaria aspera
Acanthemblemaria aspera es una especie de pez del género Acanthemblemaria, familia Chaenopsidae. Fue descrita científicamente por Longley en 1927.
Se distribuye por el Atlántico Occidental: sureste de Florida (EE. UU.), Bahamas y Yucatán, México hasta las Antillas Mayores y Panamá. Antillas y Caribe Occidental. La longitud total (TL) es de 4 centímetros. Habita en medio de los corales y se alimenta de anfípodos y copépodos.
Está clasificada como una especie marina inofensiva para el ser humano.